# Matthew Wilder
Matthew Wilder (nacido Matthew Weiner; Manhattan, Nueva York, 24 de enero de 1953) es un músico, compositor y productor discográfico estadounidense. En 1983 tuvo un hit Top 5, Break My Stride. Debido a que este fue su único gran éxito, actualmente Wilder es considerado un One-hit wonder.

## Carrera
Nacido en la ciudad de Nueva York, Wilder era integrante del popular dúo folk de Greenwich Village  Matthew & Peter en la década de 1970. Wilder había formado este dúo con su amigo Peter Darmi (ambos se habían conocido cuando eran estudiantes en la New Lincoln High School), tocando este último la flauta y Wilder la guitarra acústica. El dúo, mientras Wilder realizaba sus estudios universitarios en el Pratt Institute (donde estudiaba dibujo), comenzó a tocar en clubes y en el famoso Washington Square Park. En la primavera de 1972, mientras tocaban en este lugar, fueron descubiertos por un prominente productor discográfico, que los llevó a grabar profesionalmente a Los Ángeles (California). Grabaron su primer y único disco, Under The Arch, en sólo seis días, y fue publicado por Playboy Records. Cabe destacar que el álbum contó con la colaboración de Jim Gordon, baterista de Derek and the Dominos. Under the Arch se ha convertido a lo largo de los años en un álbum extremadamente difícil de conseguir. Luego de grabar el disco, el dúo volvió a su ciudad natal y aparentemente se disolvió.
En 1978, Wilder se trasladó definitivamente a Los Ángeles , California , y cantó para comerciales de televisión, y como vocalista de apoyo para Rickie Lee Jones y Bette Midler. Durante aquellos años también viajó como telonero para Seals and Crofts. En 1980, fue contratado por Clive Davis para la compañía discográfica Arista Records, con la intención de grabar un álbum, proyecto que finalmente fracasó. Muy por el contrario, en los siguientes dos años, Wilder sólo publicó un sencillo, Work So Hard (1982). Wilder, intentando comprometerse con la disquera, grabó algunas canciones nuevas, pero la compañía no se mostró interesada en el material. Finalmente, Wilder decidió abandonar la compañía discográfica ese mismo año, firmando poco después con Epic Records y Columbia Records, luego de que Joe Isgro, fundador de Private-1 Records (un pequeño sello discográfico perteneciente a Columbia, que en aquel entonces recién comenzaba), escuchara un demo grabado por Wilder de la canción "Break My Stride".
El álbum debut de Wilder como solista, I Don't Speak The Language (1983), alcanzó el número 49 en el Billboard 200, impulsado por "Break My Stride", que alcanzó el número 5 en el Billboard Hot 100. Wilder tuvo cierto éxito continuo con el sencillo "The Kid's American", que alcanzó el número 33 en 1984, pero dicho sencillo no logró igualar el éxito de "Break My Stride". El Segundo álbum de Wilder, Bouncin' Off the Walls, no pudo ganar mucho impulso - incluso con un innovador video musical para el sencillo "Bouncin 'Off the Walls", con sólo el título de la pista haciendo las listas de éxitos (núm. 52), y posteriormente fue considerado un fracaso comercial.
A pesar de la desaceleración de su carrera en solitario, Wilder continuó desde entonces su carrera en la industria de la música como compositor y como productor de discos para artistas como No Doubt (el exitoso álbum Tragic Kingdom ), 702 , Christina Aguilera , Kelly Clarkson , Miley Cyrus en su canción de Hannah Montana  "GNO (Girls Night Out)", The Belle Brigade , King Charles, IllScarlett, Joanna Pacitti y muchos otros.
Matthew Wilder prestó su voz (sólo para el canto) al personaje de Ling y fue nominado para un Óscar a la mejor banda sonora (junto con David Zippel y Jerry Goldsmith) por su trabajo en la película de Disney Mulan (1998). También ha compuesto las bandas sonoras de muchas otras películas. En 1999 se edita la caja recopilatoria I Don't Speak the Language/Bouncin' off the Walls, que recopila los dos álbumes de estudio de Wilder en un mismo CD, con 18 canciones. Además de haber sido nominado para un Óscar, Wilder también obtuvo otros importantes reconocimientos, ganó un Premio ASCAP y un Premio Annie. Además ha sido nominado para un Globo de Oro y un Premio Grammy. Él también ha hecho trabajo de producción en Australia para el álbum homónimo del cantautor Mig Ayesa lanzado en abril de 2007 y ha ayudado a la producción del álbum de Hayden Panettiere.
Para el teatro , Wilder ha emparejado de nuevo con Zippel para proporcionar la música y la letra de Princesses, una adaptación de la comedia musical de la novela de Frances Hodgson Burnett A Little Princess . La producción corrió a la 5th Avenue Theatre en Seattle pero aún tiene que abrir en Broadway . Wilder también trabajó en el musical Cry To Heaven, la adaptación de la novela del mismo nombre, escrita por Anne Rice. Más recientemente, Wilder trabajó como productor discográfico y compositor en el nuevo álbum del grupo
Fairground Saints (también conocidos anteriormente como Retrouvailles), el cual se publicó en febrero de 2014, según Wilder ha confirmado en su cuenta de Twitter. Wilder recientemente ha estado subiendo fotografías y videos a través de su cuenta en Instagram, donde se puede ver la grabación del álbum.

## Vida personal
Wilder es hijo de un publicista y una cantante de ópera graduada de la escuela de Juilliard. Conoció a su esposa Susan Wilder (de soltera Wagor) cuando ambos estudiaban en el Pratt Institute. De esta unión nacieron dos hijos. El hijo mayor de Wilder, Zachary Wilder (nacido en mayo de 1984), es un cantante de ópera.

## Discografía

### Álbumes
- Under the Arch (1972, con Matthew & Peter)
- I Don't Speak the Language (1983)
- Bouncin' Off the Walls (1984)
- I Don't Speak the Language/Bouncin' off the Walls (1999)

### Singles
| Año                                                | Sencillo                       | Mejores posiciones | Mejores posiciones | Mejores posiciones | Mejores posiciones | Mejores posiciones | Certificaciones (ventas certificadas) | Álbum                      |
| Año                                                | Sencillo                       | US                 | US AC              | US Dance           | US R&B             | UK                 | Certificaciones (ventas certificadas) | Álbum                      |
| -------------------------------------------------- | ------------------------------ | ------------------ | ------------------ | ------------------ | ------------------ | ------------------ | ------------------------------------- | -------------------------- |
| 1982                                               | "Work So Hard"                 | —                  | 32                 | —                  | —                  | —                  |                                       | Ninguno                    |
| 1983                                               | "Break My Stride"              | 5                  | 4                  | 17                 | 76                 | 4                  | - UK: Plata                           | I Don't Speak the Language |
| 1983                                               | "I Don't Speak the Language"   | —                  | —                  | —                  | —                  | —                  |                                       | I Don't Speak the Language |
| 1984                                               | "World of the Rich and Famous" | —                  | —                  | —                  | —                  | —                  |                                       | I Don't Speak the Language |
| 1984                                               | "The Kid's American"           | 33                 | —                  | —                  | —                  | 93                 |                                       | I Don't Speak the Language |
| 1985                                               | "Ladder of Lovers"             | —                  | —                  | —                  | —                  | —                  |                                       | I Don't Speak the Language |
| 1985                                               | "Bouncin' Off the Walls"       | 52                 | —                  | —                  | —                  | —                  |                                       | Bouncing Off the Walls     |
| "—" significa que no entró en las listas de éxitos |                                |                    |                    |                    |                    |                    |                                       |                            |